# Siachengletscher
Der Siachengletscher oder Siachen (sprich: Sia-tschen) ist ein 74 km langer Gletscher in einem zwischen Indien und Pakistan umstrittenen Gebiet. Er liegt auf einer Höhe von bis zu 6400 m über dem Meeresspiegel und ist nach dem Fedtschenko-Gletscher im Pamir in Tadschikistan der zweitlängste Gletscher außerhalb der Polarregionen.

## Etymologie
„Sia“ ist in der Sprache Balti die Bezeichnung für Wildrosen. Übersetzt bedeutet der Name des Gletschers sinngemäß „Tal der Wildrosen“.

## Geografie
Der Gletscher liegt im südöstlichen Teil des Karakorum-Gebirges, am zentralen nördlichen Rand Kaschmirs. Sein Nährgebiet liegt am Indira Col, einem Sattel östlich des Sia Kangri, der einen Übergang zum Urdokgletscher im chinesisch kontrollierten Shaksgam-Tal ermöglicht. Von dort fließt der Siachen in südöstlicher Richtung und teilt den Karakorum in die Untergebirge der Saltoro-Berge auf der Südwestseite und des Siachen Muztagh auf der Nordostseite des Gletschers. Der Siachen entwässert über die Nubra zum Shyok und schließlich über den Indus in den Indischen Ozean.

## Politischer Konflikt um den Besitz
Von der staatlich-politischen Zugehörigkeit her ist er Teil des zwischen Indien und Pakistan umstrittenen, historisch ehemals selbstständigen Kaschmir. Die Grenzlinie zwischen den beiden Landesteilen verläuft mitten über den Gletscher, der Grenzverlauf ist nicht festgeschrieben. Indien beharrt daher auf einem definitorischen Abkommen über die Grenzfrage vor einem möglichen Truppenabzug. Seit Ende Mai 2005 gibt es neuerliche Verhandlungen zwischen hochrangigen Regierungsvertretern beider Konfliktstaaten in der Stadt Rawalpindi, um zu einer friedlichen Lösung zu kommen.
Laut Informationen der deutschen Tageszeitung Die Welt ist die indische Flagge seit zwanzig Jahren auf dem Bana-Gipfel der Saltoro-Berge gehisst. Seitdem koste die Truppenstationierung Indien geschätzte zwei Millionen US-Dollar im Monat. Pakistan verlange offenbar den Rückzug beider Armeen auf jene Positionen, die sie vor über zwanzig Jahren besetzt hielten, bevor die indische Armee den größeren Teil des Gletschers besetzte.
Durch ein schweres Lawinenunglück in der Region – eine Lawine begrub am 7. April 2012 ein pakistanisches Camp und verschüttete über 100 Soldaten – wurde die internationale Aufmerksamkeit auf diesen höchsten Kampfschauplatz der Welt gerichtet.

## Besteigungen und Initiativen
Auf ihrer Karakorum-Expedition in den Jahren 1911 und 1912 erreichten als erste aus dem Westen das amerikanische Entdecker- und Bergsteigerpaar Fanny Bullock Workman und ihr Ehemann William Hunter Workman den Gletscher. Im Jahr 1930 besuchte der italienische Geologe Giotto Dainelli den Siachen und verbrachte den Sommer auf der Wiese an der Konfluenz, dem Zusammenfluss von Teram Shehr und Siachen. Er komplettierte die Erkundung und Kartierung des Siachen. Nach ihm kam im Sommer 1978 das Filmteam aus Deutschland (Wolfgang Kohl, Jaroslav Poncar und Volker Stallbohm) über den Bilafond La zum Siachen. Zuletzt vor dem Siachen-Konflikt konnte 1980 ein amerikanisches Team, geführt von Galen Rowell, auf der Karakorum-Skitraverse den Gletscher überqueren. 1996 konnte die erste zivile Mannschaft wieder über den Siachengletscher gehen. Es handelte sich dabei um eine Gruppe, geführt von Harish Kapadia, die auf dem Weg in das Terong-Tal war.
Nach einer entsprechenden Initiative der Peace Parks sollen sich beide Armeen zurückziehen, um aus dem Gletscher und dem Areal einen grenzüberschreitenden und ökologischen Transboundary Peace Park zu schaffen.

## Dokumentarfilme
Der Dokumentarfilm Siachen – A war for Ice (italienisch Siachen – Una guerra per il ghiaccio) wurde von den beiden Schweizer Bergsteigern und Filmemachern Fulvio Mariani und Mario Casella im Jahr 2005 fertiggestellt.
Im Sommer 1978 drehten Jaroslav Poncar und Wolfgang Kohl den Dokumentarfilm Durch die Eiswildnis des Ost-Karakorum – Expedition zum größten Gletscher. Er wurde im Auftrag des WDR in Köln hergestellt und 1979 gesendet.